# Ibiraiaras
Ibiraiaras là một đô thị thuộc bang Rio Grande do Sul, Brasil. Đô thị này có diện tích 300,65 km², dân số năm 2007 là 7094 người, mật độ 23,6 người/km².